# Acapulco

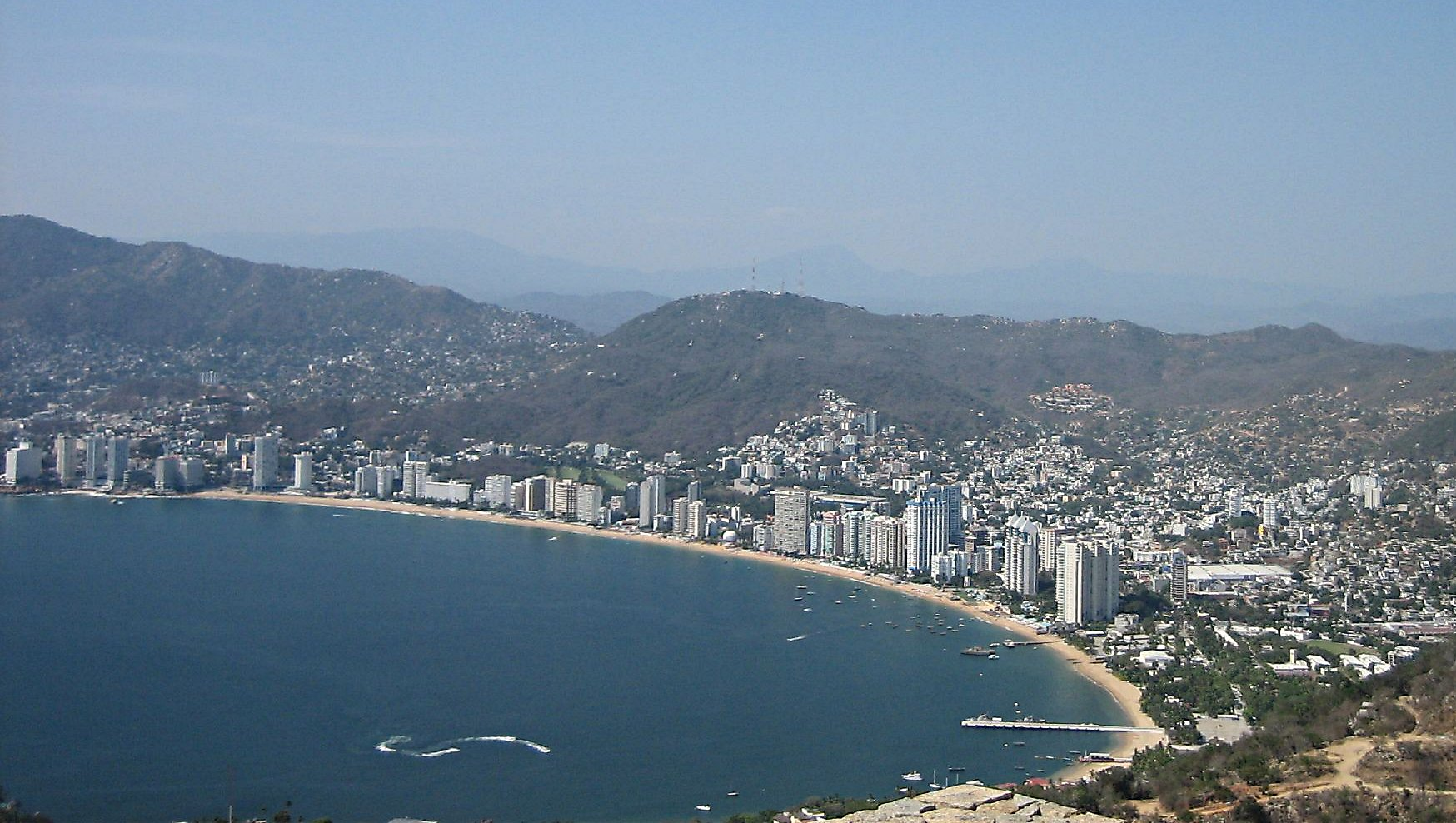
Panorama miasta

Acapulco de Juárez – miasto, port i kurort w Meksyku (stan Guerrero) nad Oceanem Spokojnym. Liczba mieszkańców: 673 tys. (2010). Zespół miejski około 1,1 mln mieszkańców.
Acapulco jest głównym portem w stanie Guerrero, u wybrzeży Oceanu Spokojnego w Meksyku. Leży 300 km na południowy zachód od stolicy kraju miasta Meksyk. Usytuowane jest w półkolistej, głębokiej zatoce. Zbudowane jest na wąskim pasie niskiego lądu. Ma on 800 metrów szerokości pomiędzy linią brzegową a górami otaczającymi zatokę.
Uważane jest za jeden z najlepszych i najważniejszych portów na tym wybrzeżu Pacyfiku. Znajduje się tu także międzynarodowy port lotniczy.
Jednym z najbardziej znanych zabytków miasta jest hiszpański fort San Diego.

## Klimat
Klimat gorący i wilgotny z częstymi opadami w okresie letnim, natomiast w miesiącach zimowych opady znikome bądź niewystępujące.

## Historia
W 1531 roku w pobliże dzisiejszego portu dotarł Hernán Cortés. W 1550 roku założono osadę. Prawa miejskie zostały nadane w 1599 roku. Od XVII wieku Acapulco było głównym węzłem transportowym tej części świata.

## Miasta partnerskie
- Arequipa – Peru
- Beverly Hills – Stany Zjednoczone
- Cannes – Francja
- Manila – Filipiny
- Netanja – Izrael
- Neapol – Włochy
- Onjuku – Japonia
- Ordicia – Hiszpania
- Quebec – Kanada
- Sendai – Japonia
- Qingdao – Chiny
- Gold Coast – Australia
- Panaji – Indie
- Rijad – Arabia Saudyjska
- Callao – Peru
- Puerto Vallarta – Meksyk
- Soczi – Rosja
- McAllen – Stany Zjednoczone
- Cuernavaca – Meksyk
- Jałta – Ukraina
- Guanajuato – Meksyk
- Monachium – Niemcy
- Hạ Long – Wietnam
- Baku – Azerbejdżan
- Larnaka – Cypr
- Ejlat – Izrael
- Boca del Río – Meksyk
- Puerto Quetzal – Gwatemala
- Bandar Torkaman – Iran

## Sport
Od 1993 roku w Acapulco odbywa się turniej tenisa ziemnego Abierto Mexicano Telcel.